# Adrián García Bogliano
Adrián García Bogliano (Madrid, 4 de julio de 1980) es un director, guionista y productor de cine mexicano nacido en España. Se especializa en cine de terror independiente. Es fundador y socio de la productora de cine de la ciudad de La Plata Paura Flics.

## Carrera
Nació en la ciudad de Madrid, hijo de padres argentinos exiliados por la última dictadura cívico militar argentina.
A los 19 años, ya en Argentina, logró convocar a un grupo de estudiantes de cine en la Universidad Nacional de La Plata para producir su primer largometraje: Habitaciones para turistas. La producción que tardo cinco años en ser finalizada, cosechó decenas de premios en certámenes internacionales. Fue estrenada y distribuida en Estados Unidos, donde medios como New York Times, “Daily Variety”, “Fangoria”, “Bloody Disgusting”, “New York Post” y “Twitch Film” reseñaron el film de Bogliano con excelentes comentarios. Pese a que en Argentina nunca pudo estrenarse comercialmente.
Con su segunda película Grité una noche, consigue la renovación del elogio de la crítica internacional especializada, y se lo comparó con cineastas de la talla de Takashi Miike, Tarantino, Carpenter o Wes Craven. Después le siguieron los films 36 pasos, No moriré sola y Masacre esta noche.
En 2010 en Costa Rica dirige y guiona, junto a su hermano, la película Donde duerme el horror que también fue estrenada en Guatemala y Panamá.
Sudor frío fue su primera película en estrenarse comercialmente en Argentina, coproducida con Pampa Films y distribuida por Buena Vista International. Contó con 70.000 espectadores las dos primeras semanas en cartel.
En 2011 migró a México donde se unió a Mórbido Films, dirigiendo varias películas de terror mexicanas. Actualmente tiene un puesto de importancia en tal compañía y ha obtenido la nacionalidad mexicana.[cita requerida]

## Filmografía
| Año  | Película                                       | Rol      | Rol       | Rol        | Rol       | Rol   |
| Año  | Película                                       | Director | Guionista | Montajista | Productor | Actor |
| ---- | ---------------------------------------------- | -------- | --------- | ---------- | --------- | ----- |
| 2004 | Habitaciones para turistas                     | Sí       | Sí        | Sí         |           |       |
| 2005 | Grité una noche                                | Sí       | Sí        | Sí         | Sí        |       |
| 2006 | 36 pasos                                       | Sí       | Sí        | Sí         |           |       |
| 2008 | No moriré sola                                 | Sí       | Sí        | Sí         |           |       |
| 2009 | Masacre esta noche                             | Sí       | Sí        | Sí         |           |       |
| 2010 | Donde duerme el horror                         | Sí       | Sí        |            |           |       |
| 2011 | Sudor frío                                     | Sí       | Sí        |            |           |       |
| 2011 | Penumbra                                       | Sí       | Sí        |            |           |       |
| 2012 | Here Comes the Devil                           | Sí       | Sí        | Sí         |           |       |
| 2012 | Plaga zombie: Zona mutante - Revolución tóxica |          |           |            |           | Sí    |
| 2014 | Late Phases                                    | Sí       | No        |            |           |       |

## Videografía
- Un día perfecto - Estelares
- Un show - Estelares

## Premios
- BARS 2004: Premio del público (Habitaciones para turistas)
- BARS 2005: Premio a la mejor película argentina (Grité una noche)
- BARS 2006: Premio al Mejor Guion (36 pasos)
- BARS 2009: Mejor película (Masacre esta noche)